# Molí d'oli de Cal Pinell
El Molí d'oli de Cal Pinell és una construcció de Santa Llúcia de Mur, al municipi de Castell de Mur (Pallars Jussà) inclosa a l'Inventari del Patrimoni Arquitectònic de Catalunya.

## Descripció
Restes de la maquinària pròpia d'un molí d'oli: algunes bigues de fusta, un cargol, una mola. Les restes pròpies de l'estructura arquitectònica han quedat cobertes per la vegetació circumdant.

## Història
Fitxa donada d'alta amb la informació proporcionada pel Cos d'Agents Rurals: F30 nº1696(21/01/2014)